# Herpes
Hêrpes ali  herpes simpleks je skupina bolezni, ki jih povzročajo določeni herpesvirusi (virus herpesa simpleksa) in ki se na koži ter vidnih sluznicah kažejo kot skupine mehurčkov, se spontano pozdravijo, vendar pogosto ponavljajo. Različne vrte herpesa razvrščamo glede na del telesa, kjer se bolezen pojavi. Labialni (ustnični) herpes prizadene ustnice oziroma predel okoli njih. Pojavijo se lahko značilni mehurčki v skupinah na ustnici, lahko pa je prizadeta tudi sluznica v ustih (orolabialni herpes). Genitalni herpes pogosto ne povzroči simptomov, lahko pa se na spolovilu pojavijo mehurčki v obliki majhnih razjed. Okužba lahko prizadene tudi roženico (kornealni herpes) ali pa pride celo do razsejane okužbe po vsem telesu (generalizirani herpes). Virus herpesa simpleksa lahko povzroči tudi encefalitis (vnetje možganovine).
Herpetični mehurčki navadno izzvenijo v dveh do štirih tednih.Pred pojavom mehurčkov se lahko v prizadetem predelu pojavi občutek ščemenja ali zbadanja. Herpes se pojavlja v zagonih in med njimi so obdobja, ko okuženi nima nikakršnih simptomov. Prvi zagon bolezni poteka običajno v hujši obliki in spremljajo ga lahko tudi vročina, bolečine v mišicah, otečene bezgavke in glavobol. Sčasoma zagoni bolezni postajajo praviloma redkejši in manj intenzivni.
Obstajata dva tipa virusov herpesa simpleksa, tip 1 (HSV-1) in tip 2 (HSV-2). HSV-1 pogosteje povzroča labialni herpes, medtem ko HSV-2 genitalnega. Prenaša se z neposrednim stikom z bolnikovimi telesnimi tekočinami ali herpetičnimi spremembami na koži ali sluznicah. Do prenosa okužbe lahko pride tudi takrat, ko okuženi nima simptomov. Genitalni herpes spada med spolno prenosljive bolezni, med porodom pa se lahko okužba prenese tudi na otroka.
Po okužbi z virusom herpesa simpleksa se le-ta prenese z mesta okužbe po senzoričnih živcih do teles živčnih celic, kjer vztraja vse življenje. Do ponovnega zagona bolezni oziroma ponovne aktivacije latentnega virusa lahko pride pri oslabitvi imunskega sistema, stresu ali izpostavljenosti ultravijoličnim žarkom. Labialni in genitalni herpes praviloma diagnosticirajo na osnovi prisotnih simptomov, diagnoza pa se lahko potrdi laboratorijsko s kultivacijo virusa ali detekcijo virusne DNK v tekočini herpetičnih mehurčkov. Dokaz protiteles v krvi potrdi preteklo okužbo, vendar pa je izvid pri sveži okužbi negativen.
Uporaba kondoma med spolnim odnosom lahko zmanjša tveganje za okužbo z genitalnim herpesom. Vsakodnevna uporaba protivirusnih zdravil pri okuženem posamezniku lahko zmanjša tveganje za prenos okužbe na druge ljudi. Cepivo ne obstaja, prav tako pa ne obstaja zdravilo, ki bi okužbo povsem pozdravilo. Paracetamol in lidokain za topično uporabo lahko pomagata ublažiti simptome. Zdravljenje s protivirusnimi zdravili, kot sta aciklovir in valaciklovir, lahko olajša simptome med zagonom bolezni.
V svetovnem merilu je razširjenost okužbe z virusom herpesa simpleksa (kateregakoli od obeh tipov) med 60 in 90 %.S HSV-1 se običajno okužijo že otroci, pogostnost okužbe med populacijo pa s starostjo raste. Pogostnost okužne s HSV-1 je v populaciji z nižjim socioekonomskim statusom med 70 % in 80 %, v populaciji z višjim socioekonomskim statusom pa med 40 % in 60 %. Po oceni za leto 2003 je bilo s HSV-2 v svetu okuženih 16 % prebivalstva, z višjo pogostnostjo pri ženskah in prebivalcih držav v razvoju. Večina ljudi, okuženih s HSV-2, se svoje okužbe ne zaveda.

## Razvrstitev
Herpes povzročajo herpsevirusi simpleks, ki jih razvrščajo v dva tipa; virus herpesa simpleksa tipa 1 (HSV-1) povzroča predvsem herpes v ustih, žrelu, na obrazu, očeh in osrednjem živčevju, medtem ko je virus herpesa simpleksa tipa 2 (HSV-2) povečini odgovoren za okužbe anogenitalnega predela.  Vendar pa ne gre za strogo povezavo in kateri koli od obeh tipov virusa lahko povzroči okužbo katerega koli predela telesa.

## Znaki in simptomi
Virus herpesa simpleksa lahko povzroči različne klinično izražene bolezni. Pogosto okužba zajame kožo ali sluznice, zlasti v predelu ust in obraza (orofacialni herpes), spolovil (genitalni herpes) ali pa kože prstov rok (herpetični paranicij). DO hujših oblik okužbe pride, če okužba zajame in prizadene oko (herpetični keratinitis) ali osrednje živčevje (herpetični encefalitis). Za hujše zaplete ob okužbi z virusi herpesa simpleksa so dovzetni posamezniki s še nerazvitim ali zavrtim imunskim sistemom, na primer novorojenci, bolniki po presaditvi organov in bolniki z aidsom. Opisali so tudi povezavo med okužbo z virusom herpesa simpleksa in kognitivnimi težavami pri bipolarni motnji razpoloženja, in alzheimerjevi bolezni, vendar v povezavi z genetsko dovzetnostjo.
Po okužbi z virusom herpesa simpleksa virus v telesu vselej vztraja vse življenje in ga imunski sistem ne more popolnoma odstraniti. Na mestu, kjer pride do primarne okužbe, virus vstopi v telo ter potuje po živčni celici do njenega perikariona ter v gangliju preide v latentno (skrito) stanje. Organizem se na primarno okužbo odzove s proizvodnjo protiteles proti tipu virusa, ki je okužbo povzročil, kar preprečuje ponovno okužbo z istim tipom virusa na drugem predelu telesa. Tako pri bolnikih, ki so se okužili z labialnim herpesom, ki ga povzroča HSV-1, protitelesa po serokonverziji preprečujejo, da bi prišlo do dodatne okužbe s HSV-1 na primer v predelu spolovil. Protitelesa proti HSV-1 pa ne preprečijo dodatne okužbe s HSV-2, kaže pa, da zmanjšajo izraženost simptomov, če do okužbe pride.
Številni ljudje, ki so okuženi s HSV-2, ne razvijejo nikakršnih simptomov oziroma okužba pri njih poteka subklinično.
| Pojavna oblika                                     | Opis | Slika |
| -------------------------------------------------- | --- | ----- |
| Herpetični gingivostomatitis                       | Herpetična okužba dlesni oziroma ustne sluznice, ki se pogosto pojavi ob primarni okužbi in se izrazi v intenzivnejši obliki kot ustnični herpes, ki je pogosto odraz ponovne aktivacije okužbe. |       |
| Labialni (ustnični) herpes                         | Okužba ustne sluznice ali poškodovane kože v predelu ust. |       |
| Genitalni herpes                                   | V primeru simptomatske okužbe spolovila s HSV-1 ali HSV-2 se na zunenjem spolovilu pojavijo značilni skupki vzbrsti v obliki bunčic (papul) in mehurčkov (veziklov), podobni »ocvirku« pri ustničnem herpesu. |       |
| Herpetični paranicij in herpes gladiatorum         | Herpetiči paranicij je boleča herpetična okužba prstov, zlasti na rokah, medtem ko je herpes gladiatorum okužba odrgnjene kože na primer na obrazu, ušesih, vratu (pogosta zlasti pri kontaktnih športih, kot so nogomet, wrestling in ragbi). Simptomi so med drugim vročina, glavobol, vneto žrelo in otečene bezgavke. |       |
| Herpetični encefalitis in meningitis               | Do okužbe možganskih ovojnic (meningitis) ali možganov (encefalitis) pride zaradi prenosa virusa z obkrajnega živčevja po trivejnem živcu do možganov, kar se zgodi ob reaktivaciji virusa herpes simpleks. Virus HSV je najpogostejši povzročitelj virusnih encefalitisov in običajno prizadene čelni reženj možganov. HSV-2 je najpogostejši povzročitelj posebne oblike ponavljajočega se meningitisa, imenovanega Mollaretov meningitis. |       |
| Ezofagealni herpes (herpetična okužba požiralnika) | Simptomi lahko vključujejo boleče požiranje (odinofagija) in oteženo požiranje (disfagija). Običajno se pojavi pri bolnikih z okrnjenim imunskim sistemom (na primer pri okuženih s HIV ali pri bolnikih po presaditvi organa). |       |

### Druge oblike herpesa
Neonatalni herpes simpleks je okužba novorojenca z virusom HSV, do katere pride redko, vendar je lahko zelo huda. V 85 % primerov je povzročitelj HSV-2. Do okužbe novorojenca večinoma pride med porodom pri ženskah, ki izločajo virus v genitalnih izločkih, čeprav nimajo vidnih sprememb na spolovilu. Le pri 5 % je posledica materine prve okužbe, ko se nosečnica z virusom okuži v prvem trimesečju nosečnosti, virus pa se nato s krvjo preko posteljice prenese na plod. Opisane so tudi bolnišnične okužbe, kjer so vir osebje ali obiskovalci (zlasti HSV-1) ali drugi novorojenci na oddelku. Klinično je neonatalni herpes omejen na kožo, oči in sluznice. V najhujših primerih pride do razsoja virusa s prizadetostjo številnih organov, vključno z osrednjim živčevjem, pljuči, jetri in nadledvičnicami. Značilen je mehurčast izpuščaj na raznih delih kože.

## Patofiziologija
| genitalni HSV-2 | 15–25 % dni v letu |
| oralni HSV-1    | 6–33 % dni v letu  |
| genitalni HSV-1 | 5 % dni v letu     |
| oralni HSV-2    | 1 % dni v letu     |

Do okužbe z virusom herpesa simpleksa pride on neposrednem stiku z aktivno herpetično lezijo ali telesno tekočino okuženega bolnika. Do prenosa okužbe pride med serološko neskladnima osebama, in sicer lahko HSV-pozitivna oseba prenese okužbo na HSV-negativno osebo. DO okužbe s HSV-2 pride običajno ob neposrednem stiku kože neokužene osebe s kožo okužene osebe, lahko pa se okužba prenese z izpostavljenostjo slini, semenski tekočini, nožničnem izločku ali tekočini iz herpetičnega mehurčka. Virus vstopi v telo skozi ranice na koži ali sluznici v predelu ust ali spolovil. Za vdor virusa v telo so dovolj tudi mikroskopsko majhne praske na koži ali sluznici. 
Pri večini okuženih oseb, ki sicer nimajo simptomov, pride v določenem trenutku do izločanja virusa. V 50 % primerov pride do izločanja virusa tudi en teden pred pojavom simptomov ali do en teden po njem.  Virus vstopi v dovzetne celice preko različnih celičnih receptorjev,
kot so nektin-1, HVEM in 3-O sulfiran heparan sulfat. Tudi okužena oseba, ki sploh nima vidnih simptomov, lahko izloča virus in ga prenaša na druge, še neokužene ljudi. Brezsimptomno izločanje virusa je verjetno najpogostejša oblika prenosa HSV-2. Brezsimptomno izločanje virusa je pogostejše v prvih dvanajstih mesecih po primarni okužbi. Če pride kasneje še do okužbe s HIV, se pogostnost in trajanje brezsimptomnega izločanje virusa lahko pri bolniku povečata.  Morda nekateri okuženi posamezniki izločajo virus bistveno redkeje kot drugi, vendar za to ni dokazov; raziskava ni pokazala statistično značilnih razlik v izločanju virusa med bolniki, ki imajo letno od enega do dvanajst simptomatskih zagonov okužbe, in tistimi, ki simptomatskih zagonov sploh nimajo.
Po oralni okužni s HSV-1 pride do serokonverije po šestih tednih, ko telo proizvede protitelesa, ki ščitijo pred kasnejšo okužbo s HSV-1 na primer v genitalnem predelu.
Protitelesa, ki jih organizem tvori po primarni okužbi z določenim tipom virusa HSV, preprečujejo ponovno okužbo z istim tipom virusa; oseba z orofacialnim herpesom, ki ga povzroča HSV-1, tako se ne more okužiti s HSV-1 v drugem predelu telesa ter obiti na primer herpetičnega paranicija ali genitalnega herpesa s HSV-1. Vendar pa protitelesa ne ščitijo pred okužbo z drugim tipom virusa, vendar vplivajo na potek okužbe. Epidemiološki podatki na primer kaže, da naknadna okužba s HSV-2 pri osebah, že okuženih s HSV-1, pogosteje poteka  brezsimptomno. Vendar pa ni točno znano, kolikšen vpliv ima okužba z določenim tipom HSV na naknadno okužbo z drugim tipom virusa.
V monogamnem paru, v katerem je le moški okužen, ima njegova neokužena partnerka 30-odstotno tveganje na leto, da se okuži z virusom od svojega partnerja.